# Sendhwa
Sendhwa é uma cidade e um município no distrito de Barwani, no estado indiano de Madhya Pradesh.

## Geografia
Sendhwa está localizada a 21° 41′ N, 75° 06′ L. Tem uma altitude média de 409 metros (1 341 pés).

## Demografia
Segundo o censo de 2001, Sendhwa tinha uma população de 48 941 habitantes. Os indivíduos do sexo masculino constituem 52% da população e os do sexo feminino 48%. Sendhwa tem uma taxa de literacia de 63%, superior à média nacional de 59,5%: a literacia no sexo masculino é de 70% e no sexo feminino é de 55%. Em Sendhwa, 17% da população está abaixo dos 6 anos de idade.